# Azteca coeruleipennis
Azteca coeruleipennis este o specie de furnică din genul Azteca. Descrisă de Emery în 1893, specia este endemică în mai multe țări din America de Nord și America Centrală.